# Santuario della Madonna della Forcella
Il santuario della Madonna della Forcella prende il nome dal colle omonimo, conosciuto anche come santuario della Madonna della Neve è il luogo di culto cattolico di Pradalunga.

## Storia
La chiesa fu edificata come ex voto dagli abitanti di Pradalunga dopo la peste del 1630. Si tramanda che i lavoratori della miniera di pietra coti  prossima all'edificio, avevano visto l'immagine della Madonna della Neve e a Lei si rivolsero a scopo devozionale. L'edificio fu inaugurato il 5 agosto 1640, giorno dedicato alla titolare, diventando luogo di pellegrinaggio, conserva una cinquantina di ex voto, alcuni di pregio come quello realizzato nel 1935 da Emilio Nembrini. Del Seicento è il primo dipinto collocato all'interno della piccola chiesa raffigurante la Madonna Addolorata di autore ignoto, che è diventato l'oggetto venerabile.
Le decorazioni furono però realizzate solo nel Novecento, dopo i lavori di ampliamento eseguiti tra il 1910 e il 1915 progettati dall'architetto Elia Fornoni. La torre campanaria fu innalzata nel 1959. La chiesa era raggiungibile solo attraverso due mulattiere fino al 1962 quando fu costruita la strada carrozzabile, accessibile anche dalle auto. 
Nel 1076 fu collocato il nuovo altare in marmo bianco rivolto verso la navata, rispondente all'adeguamento liturgico delle chiese. Lavori di manutenzione e mantenimento con la ristrutturazione e conservazione delle parti esterne furono eseguiti nel XXI secolo

## Descrizione

### Esterno
L'edificio di culto è posto sulla strada che collega Pradalunga alla zona dove storicamente si trovavano le cave di pietra coti, ed è anticipato su tre lati da un ampio sagrato, delimitato da un muretto. Il fronte principale è tripartito da quattro lesene complete di ampia zoccolatura e terminanti con semplici capitelli toscani che reggono il cornicione, il fastigio e il timpano triangolare.
L'ingresso sopraelevato da quattro gradini in pietra a scalare, è completo di contorno sempre in pietra. Due aperture rettangolare sono poste lateralmente complete di contorni in pietra e protette da inferriate. Sul lato sinistro dell'edificio vi è il porticato con quattro pilastri in cemento che reggono il tetto coperto a coppi.

### Interno
L'interno è a unica navata divisa in tre campate voltate a botte. Le pareti della chiesa sono completamente affrescate sia con immagini sacre inserite in decori a forma geometrica.
La prima campata, come tutte le altre, si presenta con l'alta zoccolatura dipinta a panneggio. Nella parte superiore vi sono gli affreschi raffiguranti le immagini sacre di Rut di grandi dimensioni, con ai lati santa Chiara, Maria Maddalena, e i santi Lorenzo martire e Francesco d'Assisi. Laterale l'immagine di una santa regina tra le sante Monica e  Esteria. La volta presenta i dipinti raffiguranti la risurrezione di Cristo con i santi Marco e Luca
Nella seconda campata vi sono raffigurate le sante Agnese, Caterina d'Alessandria, Grada di Bergamo, Apollonia, Lucia e sant'Anna. La parte ospita due finestre che illuminano l'aula e con le raffigurazioni ai lati dei santi Francesco e Alberto da Villa d'Ogna a sinistra e corrispondenti san Patrizio e san Rocco. La volta della campata raffigura la Madonna Addolorata con angeli, mentre il medaglione le immagini dei santi Bernardo e Atanasio. La terza e ultima campata è decorata con gli affreschi raffigurati i santi Alessandro di Bergamo e Cristoforo.
La zona presbiteriale, anticipata dall'arco trionfale è di misure inferiori rispetto all'aula permettendo così sui lati dell'arco le raffigurazioni sulla parte superiore dell'annuncio a Maria con l'angelo annunziante sul lato sinistro e l'Annunciata sul lato destro, mentre sulla parte inferiore vi sono gli affreschi raffiguranti la Visitazione della cugina Elisabetta, e la Natività. La zona del presbiterio si presenta con la copertura a crociera, e ospita decorazioni raffiguranti quattro angeli che portano la croce e gli strumenti della passione di Gesù.